# 阿達博亞娜島

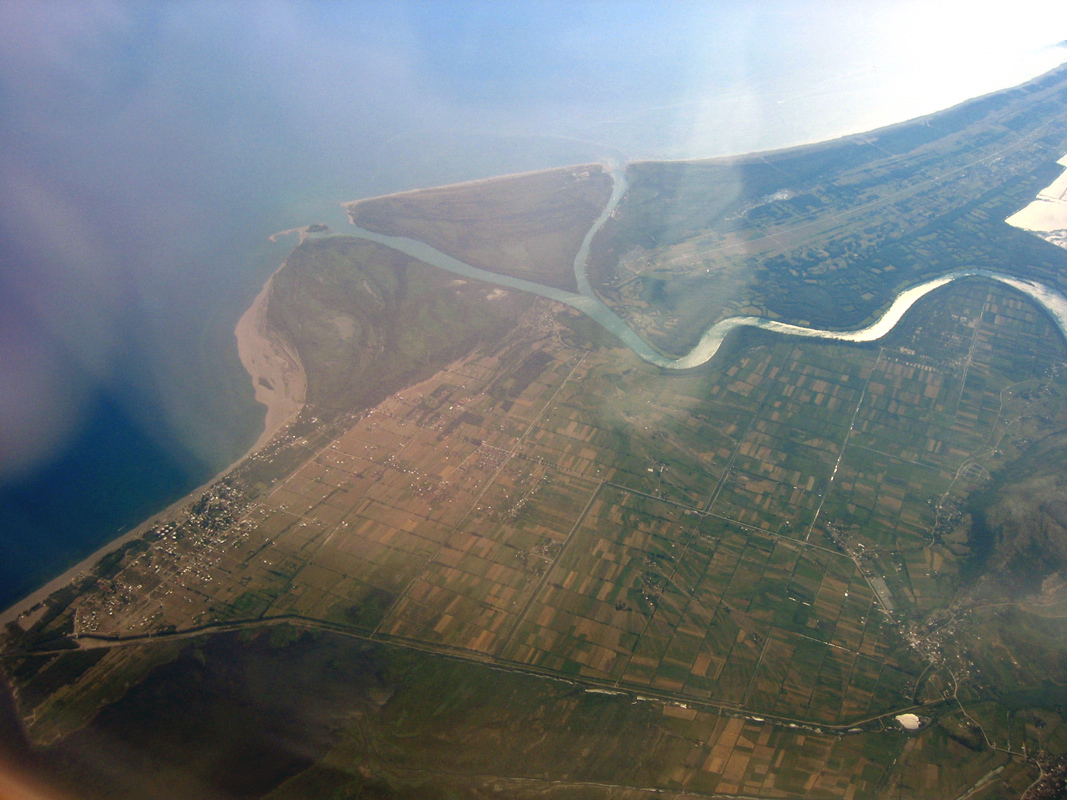

阿達博亞娜島是黑山的島嶼，由烏爾齊尼負責管轄，長3公里、寬2.5公里，面積4.9平方公里，最高點海拔高度3米，是熱門的旅遊地點，該島有天體沙灘，島上無人居住。

## 外部連結
- Ada Bojana Ulcinj （页面存档备份，存于）
- Discover Ada Bojana
- The 31 Places to Go in 2010, New York Times （页面存档备份，存于）

41°51′43″N 19°21′40″E / 41.862°N 19.361°E